# Christer El-Mochantaf
Christer El-Mochantaf, född 27 mars 1991 i Vara församling, är en svensk journalist och författare verksam 2019-2022 som chefredaktör på Göteborgs-Tidningen (GT)

## Biografi
Christer El-Mochantaf är chefredaktör på Göteborgs-Tidningen. Tidigare redaktionschef på Kvällsposten och reporter/nyhetschef på Expressen. Christer El-Mochantaf bokdebuterade 2014 som författare till coffee table-boken "En kopp kaffe på Nordpolen"  som utkom på Lava förlag och handlar om det 112-åriga Conditori Nordpolen i Vara. 2010 vann han Lilla Augustpriset  för novellen "Kalla hjärtans dag".
Vid Guldspadegalan på Grävande Journalisters årliga seminarium 2015, belönades Christer El-Mochantaf med Det lite större journalistpriset för sin granskning av nazister i Västsverige.
Sommaren 2015 sommarpratade El-Mochantaf i P4 Skaraborg. Programmet handlade om hans barndomsvän Ulla som gick bort 2014 och blev sommarens mest lyssnade sommarprogram i P4 Skaraborg.
Han medverkade 2012 i dokumentärpjäsen "Seven" som bygger på intervjuer av sju kvinnorättskämpar och regisserades av Emma Knyckare. El-Mochantaf har verkat som krönikör i flera tidskrifter, nationaldags- och nyårstalare i Vara samt föreläsare på skolor och universitet. 
2013 var han moderator/samtalsledare i en föreläsningsserie om mänskliga rättigheter mellan journalisten Jesper Bengtsson och radiokorrespondenten Vincent Dahlbäck.
El-Mochantaf har utnämnts till Årets Varabo. 
Christer El-Mochantaf var 2019-2022 chefredaktör för GT. Tidningen nominerades 2020 till Tidningsutgivarnas pris "Årets redaktion". Han är sedan 2019 medlem i juryn för Stora Journalistpriset.

## Priser och utmärkelser
- 2010 – Lilla Augustpriset, för novellen Kalla Hjärtans Dag
- 2015 – Det lite större journalistpriset, Den Gyllene Haldan
- 2017 – Vara kommuns Kulturpris